# Cololedra declivata
Cololedra declivata är en insektsart som beskrevs av Evans 1969. Cololedra declivata ingår i släktet Cololedra och familjen dvärgstritar. Inga underarter finns listade i Catalogue of Life.